# Edward Mills Purcell
Edward Mills Purcell (Taylorville, 30 augustus 1912 – Cambridge (Massachusetts), 7 maart 1997) was een Amerikaans natuurkundige die in 1952 de Nobelprijs voor de Natuurkunde deelde met Felix Bloch voor zijn ontdekking van de kernspinresonantie in vloeistoffen en vaste stoffen.

## Biografie
Purcell was de zoon van Edward A. Purcell en Mary Elizabeth Mills. Zijn vader was senior technicus bij een lokaal telefoniebedrijf waardoor Edward al op jonge leeftijd kennismaakte met de techniek. Hij genoot zijn opleiding aan openbare scholen in Taylorville en Mattoon. In 1929 betrad hij de Purdue-universiteit in de staat Indiana die hij in 1933 afsloot met een diploma in de elektrotechniek.
Maar zijn interesse ging al snel richting de natuurkunde en via de goedheid van professor Karl Lark-Horovitz kon hij – terwijl hij nog undergraduate was – toch deelnemen aan experimenteel onderzoek naar elektronendiffractie. Als uitwisselingsstudent bracht hij een jaar door op de Technisch Hogeschool van Karlsruhe, waar hij studeerde onder professor Walter Weizel.
In 1934 keerde hij terug naar de Verenigde Staten waar hij terechtkwam op de Harvard-universiteit, waar hij in 1938 zowel zijn master als zijn doctoraat (Ph.D.) behaalde. Na twee jaar bij Harvard gewerkt te hebben als docent natuurkunde ging hij naar het Radiation Laboratory van het Massachusetts Institute of Technology (MIT). Bij MIT richtte hij zich op de ontwikkeling van de microgolfradar. Na de oorlog keerde hij terug naar Harvard, eerst als docent en vanaf 1949 tot 1980 als hoogleraar in de natuurkunde.

## Werk
Begin jaren 1930 had Isidor Isaac Rabi geëxperimenteerd met een methode om het magnetisch moment van atoomkernen te bepalen, de spinkracht die een nucleus ondergaat wanneer het zich in een magnetische veld bevindt. Purcell paste zijn methode in combinatie met een sterk radiogolfveld toe om de trillingsfrequentie van deze nuclei te meten. December 1945 ontdekte hij, samen met zijn Harvard collega's Robert Pound en Henry Torrey, experimenteel kernspinresonantie – in het Engels Nuclear Magnetic Resonance (NMR) genoemd. Met behulp van kernspinresonantie kunnen wetenschappers op een elegante en nauwkeurige wijze de chemische structuur en eigenschappen van materialen bepalen, en wordt zodanig op grote schaal toegepast in de natuur- en scheikunde.
Tevens is kernspinresonantie de technologie achter magnetic resonance imaging (MRI-scanner), een apparaat voor medische diagnose. Samen met Bloch, die onafhankelijk van hem aan de Stanford-universiteit kort daarna tot hetzelfde resultaat was gekomen, kreeg Purcell in 1952 hiervoor de Nobelprijs voor de Natuurkunde. Daarnaast ontdekte Purcell dat kernspinresonantie kunnen veranderen in substanties zoals kristallen of vloeistoffen onder invloed van hun omgeving, een verandering die bekend staat als chemische verschuiving (chemical shift). Dit fenomeen stelden wetenschappers in staat om met kernspinresonantie moleculaire structuren te bestuderen.

## Erkenning
Purcell was lid van verschillende wetenschappelijke organisaties, waaronder de American Academy of Arts and Sciences, de American Philosophical Society, de American Physical Society, de National Academy of Sciences en Foreign Member van de Royal Society.
Naast de Nobelprijs in 1952 won hij nog enkele belangrijke prijzen, zoals de Oersted-medaille (1967) en de National Medal of Science (1979). Onder de presidenten Dwight D. Eisenhower, John F. Kennedy en Lyndon B. Johnson diende hij als wetenschappelijk adviseur.